# Barbara Day

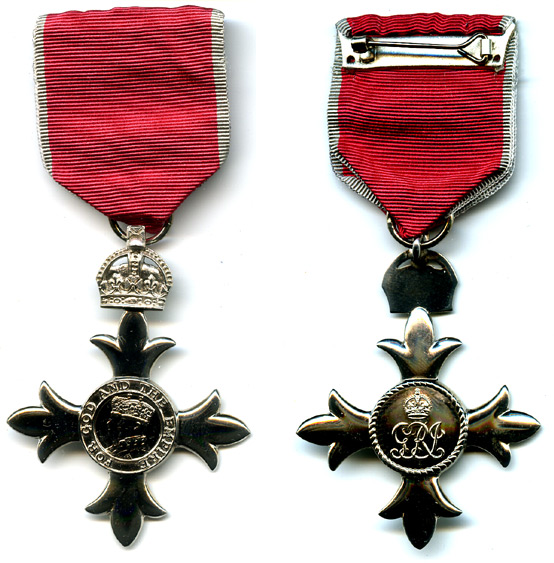
Barbara Day je nositelkou medaile MBE

Barbara Day (* 9. června 1944 Sheffield, Velké Británii) je britská divadelní historička, překladatelka, spisovatelka a pedagožka, která od roku 1989 žije v Praze. Vystudovala divadelní vědu na univerzitě v Manchesteru a v polovině šedesátých let studovala v Praze české divadlo.
Po revoluci v roce 1989 začala Barbara stále více pobývat v Čechách. Nyní žije trvale v Praze a od podzimu roku 2019 má české občanství. Působí jako překladatelka a vysokoškolská pedagožka, je také autorkou několika monografií a řady teoretických textů. Už více než půl století posiluje kulturní a akademické vztahy mezi Británií a Českem.
V roce 1998 obdržela pamětní medaili prezidenta Václava Havla a v roce 2002 získala britské vyznamenání MBE (Member British Empire - řád britského impéria The Most Excellent Order of the British Empire).

## Život

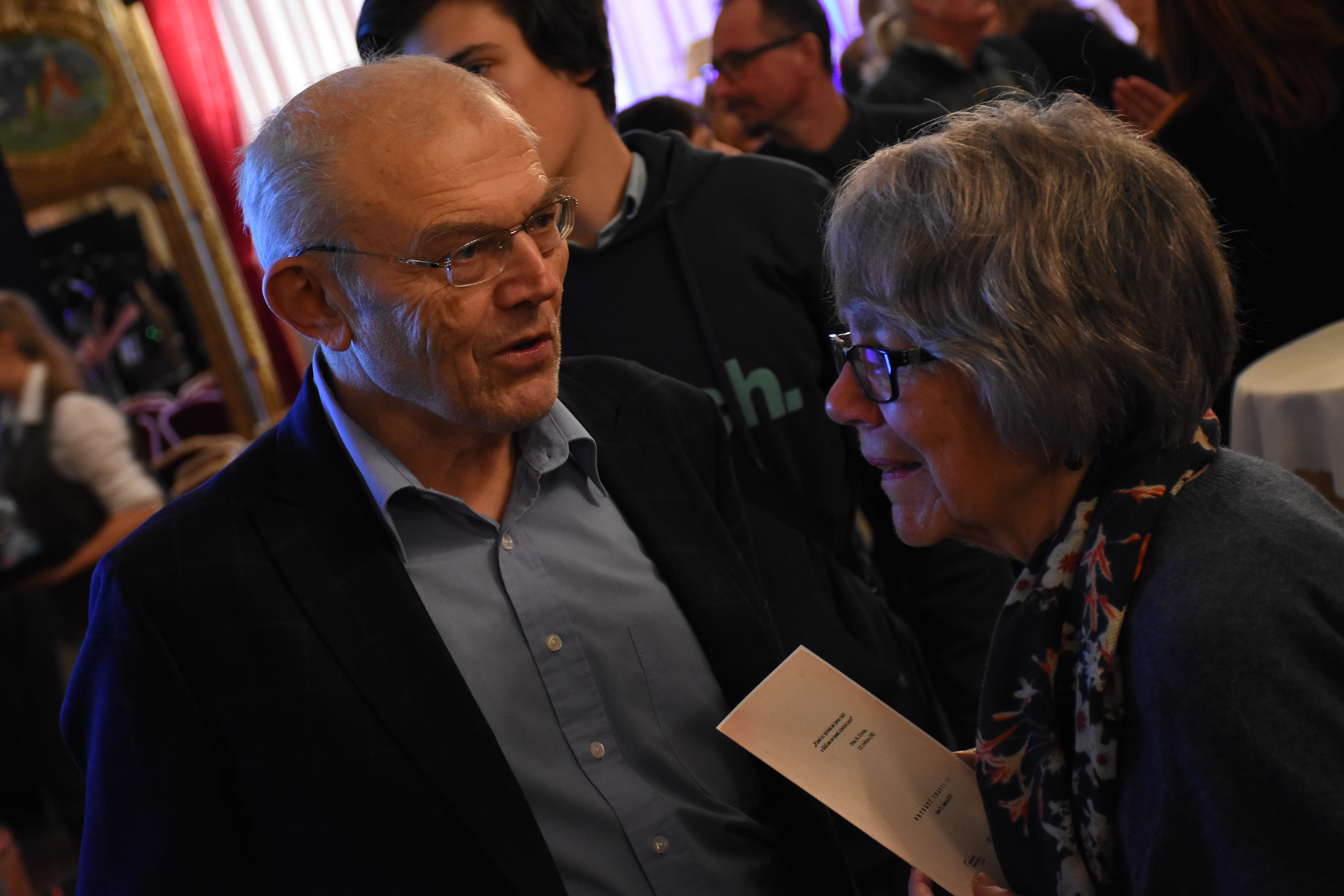
Jiří Müller a Barbara Day na setkání signatářů k 40. výročí Charty 77

### Dětství
Barbara Day se narodila v roce 1944 na faře v Sheffieldu na severu Anglie krátce před koncem druhé světové války. Její otec byl anglikánský farář a matka učitelka. Byla jejich třetí dcerou. V Sheffieldu studovala na internátní škole a poté na Sheffield Girls High School. Během těchto studií se zajímala o divadlo a stala se jedním z prvních studentů nově vzniklého studijního oboru Divadelní věda na katedře činoherního divadla The University of Manchester.

### Anglie
Postupně pracovala v divadlech v Londýně, Bromley, Stoke on Trent a Bristolu. Během doktorského studia v Bristolu napsala disertační práci o českém divadle šedesátých let a v osmdesátých letech opakovaně navštívila Československo.
V roce 1985 uspořádala na univerzitě Bristol festival české kultury Czechfest s cílem představit britské veřejnosti českého divadelní umění, jako je Divadlo Husa na provázku, Chorea Bohemica, Magdalena Jetelová a Jiří Stivín. Po přestěhování do Londýna pracovala pro Vzdělávací nadaci Jana Husa, která zajišťovala lektory, knihy a další materiály pro podzemní semináře v Praze, Brně a Bratislavě. Podporovala samizdatový tisk. V roce 1988 ji tajná policie označila za "vysoce nebezpečnou organizaci ideologicky podvratné povahy operující z Velké Británie proti ČSSR.“

### Československo

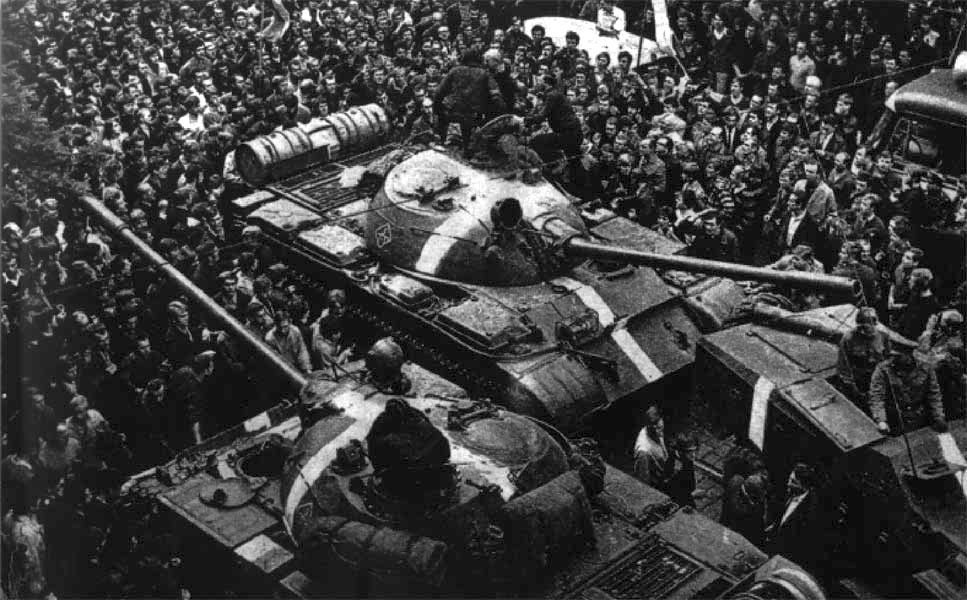
Srpnová invaze vojsk do Československa v roce 1968

V roce 1964 se na divadelním festivalu v Itálii seznámila se skupinou mladých herců z Československa. V roce 1965 a 1966 se na základě stipendia Britské rady dostala do Prahy a začala chodit na zkoušky divadla Na zábradlí. Obdivovala Ladislava Fialku, Jana Grossmana, Václava Havla a také souznění mezi herci a publikem při každém představení. Celoživotní přítelkyni našla v Lídě Engelové, která tehdy při slavné inscenaci Kafkova Procesu dělala asistentku režie Janu Grossmanovi.

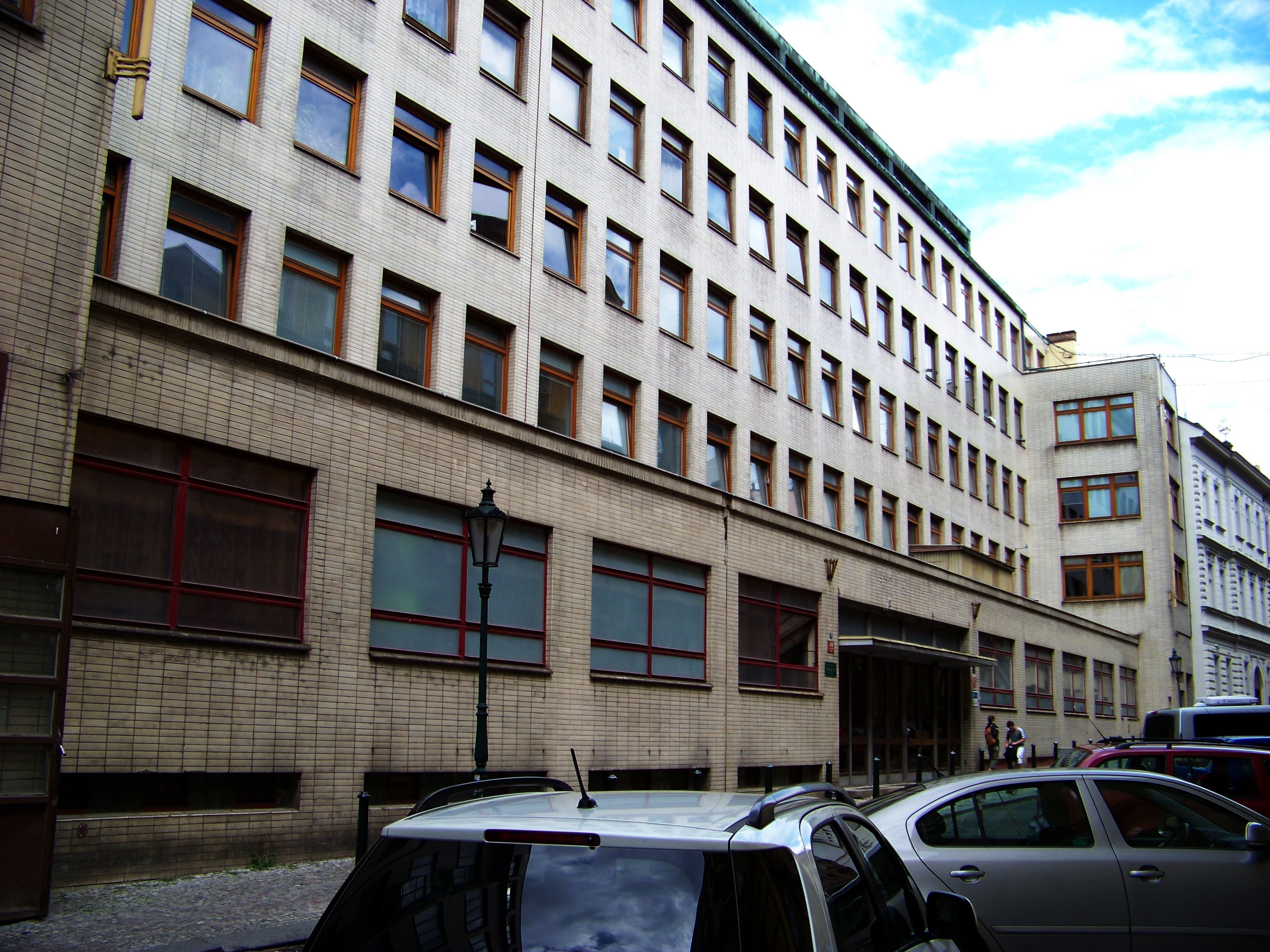
Sídlo státní bezpečnosti v Bartolomějské ulici v Praze

V 1968 zažila srpnovou okupaci v Praze, ale ani za normalizace nepřestala jezdit do Československa. Napsala o českém divadle disertaci, pro kterou na začátku 80. let natočila desítky rozhovorů s osobnostmi českého divadla včetně těch, kteří už nesměli v divadle pracovat. Domluvila představení několika českých divadel v Británii.
V druhé polovině 80. let Barbara zajišťovala návštěvy umělců z Británie a jiných západoevropských zemí na bytových seminářích v Československu. Tato práce byla velmi nebezpečná a Státní bezpečnost Barbaru sledovala při každé její návštěvě Prahy a Brna, kam jezdila studovat dějiny divadla. Z těchto zážitků napsala knihu Sametoví filozofové, která mapuje historii podzemních seminářů.
Od roku 1985 pracovala pro Vzdělávací nadaci Jana Husa (Jan Hus Educational Foundation) a připravovala podklady pro semináře a s nimi spojené samizdaty v Praze, Brně a Bratislavě. Na organizování přednášek západních akademiků a intelektuálů se podílela i během sametové revoluce 1989.

### Čechy
Po roce 1989 se Barbara Day přestěhovala do České republiky, kde pomohla vytvořit některé nevládní organizace. Od té doby vyučuje na CERGE-UPCES v Praze a Divadelní fakultě AMU. Překládá pro Pražský hrad, Univerzitu Karlovu, Akademii věd České republiky, Národní galerii, Muzeum české literatury. Publikuje a její akademické práce a články vyšly v Czech Plays, Velvet Philosophers a Trial by Theatre.